# Liste des routes d'État de Floride
Le réseau des routes d'État de Floride comprend les routes regroupées par région.

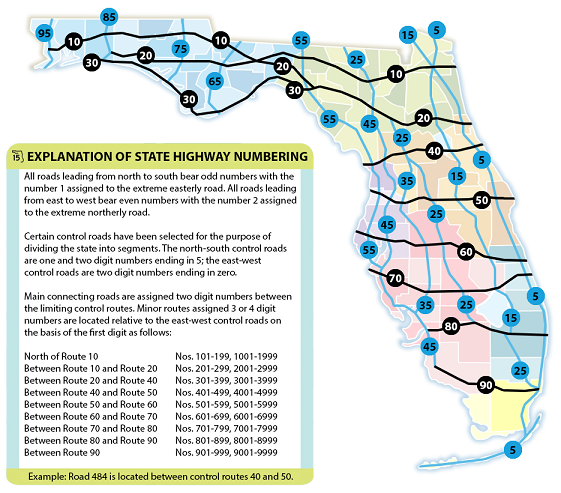
Explication de la numérotation des routes d'État.

## Liste des routes d'État
| Numéro  | Longueur (mi) | Longueur (km) | Terminus sud / ouest                              | Terminus nord / est                                               | Créée | Notes                                                                             |
| ------- | ------------- | ------------- | ------------------------------------------------- | ----------------------------------------------------------------- | ----- | --------------------------------------------------------------------------------- |
| SR A1A  | 2,90          | 4,65          | Bertha Street à Key West                          | US 1 à Key West                                                   | 1946  |                                                                                   |
| SR A1A  | 74,89         | 120,53        | US 1 / I-395 à Miami                              | US 1 à West Palm Beach                                            | 1946  |                                                                                   |
| SR A1A  | 6,21          | 9,99          | US 1 / SR 708 à Riviera Beach                     | US 1 / SR 786 à Palm Beach Gardens                                | 1946  |                                                                                   |
| SR A1A  | 105,93        | 170,48        | SR 714 à Stuart                                   | US 1 / SR 528 à Cocoa                                             | 1946  |                                                                                   |
| SR A1A  | 2,29          | 3,68          | 6th Avenue à New Smyrna Beach                     | US 1 / SR 44 à New Smyrna Beach                                   | 1946  |                                                                                   |
| SR A1A  | 146,53        | 235,82        | US 1 / SR 421 à Port Orange                       | US 1 / US 23 / US 301 à Callahan                                  | 1946  |                                                                                   |
| SR 2    | 63,45         | 102,12        | SR 81 à Royals Crossroads                         | SR 91 à la frontière de la Géorgie                                | 1945  |                                                                                   |
| SR 2    | 15.539        | 25.008        | SR 94 à la frontière de la Géorgie                | SR 94 à la frontière de la Géorgie                                | 1945  |                                                                                   |
| SR 3    | 9,76          | 15,70         | SR 520 à Merritt Island                           | Centre spatial Kennedy                                            | 1945  |                                                                                   |
| SR 4    | 43,71         | 70,34         | US 29 à Century                                   | US 90 à Milligan                                                  | 1945  |                                                                                   |
| SR 5    | 533,49        | 858,56        | Fleming Street à Key West                         | US 17 / SR 25 à la frontière de la Géorgie                        |       | Porte principalement la US 1 et la US 17                                          |
| SR 5A   | 15,61         | 25,13         | US 1 à Port Orange                                | US 1 à Ormond Beach                                               | —     |                                                                                   |
| SR 5A   | 3,24          | 5,22          | US 1 à Saint Augustine                            | US 1 à Saint Augustine                                            | —     |                                                                                   |
| SR 6    | 27,41         | 44,11         | US 90 près de Madison                             | US 41 / US 129 à Jasper                                           | 1945  |                                                                                   |
| SR 7    | 65,56         | 105,50        | US 41 à Miami                                     | SR 704 à Royal Palm Beach                                         | 1945  | Porte principalement la US 441                                                    |
| SR 8    | 362,06        | 582,67        | I-10 à la frontière de l'Alabama                  | I-95 / US 17 / SR 228 à Jacksonville                              | 1958  | Non-indiquée; porte l'I-10                                                        |
| SR 8A   | 6,34          | 10,21         | US 98 Bus. à Pensacola                            | I-10 à Ferry Pass                                                 | 1965  | Non-indiquée; porte l'I-110                                                       |
| SR 9    | 383,33        | 616,91        | US 1 à Miami                                      | I-95 à la frontière de la Géorgie                                 | 1946  | Porte principalement l'I-95                                                       |
| SR 9A   | 13,12         | 21,11         | US 1 à Miami                                      | I-95 / Turnpike / US 441 / SR 9 / SR 826 à North Miami Beach      | 1958  | Non-indiquée; porte l'I-95                                                        |
| SR 9A   | 60,86         | 97,95         | I-95 à Jacksonville                               | Ceinture complète                                                 | 1970  | Non-indiquée; porte l'I-295                                                       |
| SR 9B   | 2,30          | 3,70          | US 1 à Bayard                                     | I-295 à Jacksonville                                              | 2013  | Aussi indiquée I-795                                                              |
| SR 10   | 394,52        | 634,93        | US 90 à la frontière de l'Alabama                 | SR A1A à Neptune Beach                                            | 1945  | Porte principalement la US 90                                                     |
| SR 10A  | 26,76         | 43,06         | US 90 à Beulah                                    | US 90 à Riverview                                                 | 1945  | Porte la US 90                                                                    |
| SR 10A  | 3,47          | 5,51          | US 90 à Lake City                                 | US 90 à Watertown                                                 | 1945  |                                                                                   |
| SR 10A  | 6,50          | 10,46         | US 1 / US 17 / US 23 / SR 228 à Jacksonville      | SR 10 à Jacksonville                                              | 1945  | Non-indiquée                                                                      |
| SR 11   | 29,79         | 47,95         | US 17 près de DeLand                              | US 1 / SR 100 à Bunnell                                           | 1945  |                                                                                   |
| SR 12   | 40,11         | 64,55         | SR 20 à Bristol                                   | US 27 à Havana                                                    | 1945  |                                                                                   |
| SR 13   | 32,29         | 51,96         | SR 16 à Wards Creek                               | Riverside Avenue à Jacksonville                                   | 1945  |                                                                                   |
| SR 14   | 3,90          | 6,28          | I-10 près de Madison                              | SR 53 à Madison                                                   | 1945  |                                                                                   |
| SR 15   | 324,18        | 521,72        | SR 80 / SR 880 à Belle Glade                      | US 1 / US 23 / US 301 / SR 4 / SR 15 à la frontière de la Géorgie | 1945  | Porte principalement la US 1, US 17 et US 441                                     |
| SR 15A  | 6,90          | 11,10         | US 17 / US 92 à DeLand                            | US 17 près de DeLand                                              | 1945  |                                                                                   |
| SR 16   | 63,62         | 102,38        | SR 121 à Raiford                                  | US 1 Bus. à Saint Augustine                                       | 1945  |                                                                                   |
| SR 17   | 12,21         | 19,64         | US 27 / US 98 à Sebring                           | US 27 / US 98 à Avon Park                                         | 1945  |                                                                                   |
| SR 17   | 34,88         | 56,13         | US 27 / US 98 près de Frostproof                  | US 17 / US 92 (SR 600) à Haines City                              | 1945  |                                                                                   |
| SR 18   | 6,60          | 10,62         | SR 121 à Worthington Springs                      | SR 231 / SR 235 à Brooker                                         | 1945  |                                                                                   |
| SR 19   | 88,96         | 143,16        | SR 33 / SR 50 à Groveland                         | US 17 à Palatka                                                   | 1945  |                                                                                   |
| SR 20   | 358,15        | 576,39        | SR 85 à Niceville                                 | US 1 / SR 100 à Bunnell                                           | 1945  | Porte partiellement la US 27                                                      |
| SR 21   | 57,57         | 92,66         | SR 20 près de McMeekin                            | US 17 à Jacksonville                                              | 1945  |                                                                                   |
| SR 22   | 25,86         | 41,61         | US 98 Bus. à Springfield                          | SR 71 à Wewahitchka                                               | 1945  |                                                                                   |
| SR 23   | 11,40         | 18,34         | Branan Field Road près de Middleburg              | I-10 à Jacksonville                                               | 1945  |                                                                                   |
| SR 24   | 71,53         | 115,11        | 2nd Street à Cedar Key                            | US 301 à Waldo                                                    | 1945  |                                                                                   |
| SR 24A  | 4,00          | 6,43          | SR 24 à Gainesville                               | SR 20 / SR 24 / SR 26 à Gainesville                               | 1945  |                                                                                   |
| SR 25   | 411,66        | 662,51        | I-195 / US 1 à Miami                              | US 41 / SR 7 à la frontière de la Géorgie                         | 1945  | Porte principalement la US 27, US 41 et US 441                                    |
| SR 25A  | 4,35          | 6,99          | US 41 / US 441 près de Lake City                  | US 441 à Five Points                                              | 1945  | Porte la US 441                                                                   |
| SR 26   | 62,17         | 100,06        | US 19 / US 27 Alt. / US 98 à Fanning Springs      | SR 100 à Putnam Hall                                              | 1945  |                                                                                   |
| SR 26A  | 1,73          | 2,79          | SR 26 à Gainesville                               | SR 26 à Gainesville                                               | 1945  |                                                                                   |
| SR 29   | 75,82         | 122,02        | US 41 à Carnestown                                | US 27 près de Palmdale                                            | 1945  |                                                                                   |
| SR 30   | 283,21        | 455,79        | US 98 à la frontière de l'Alabama                 | US 19 / US 27 Alt. / US 98 à Perry                                | 1945  | Porte principalement la US 98, US 98 Bus. (Pensacola) et US 98 Bus. (Panama City) |
| SR 30A  | 13,95         | 22,45         | US 98 / SR 30 près de Laguna Beach                | US 98 / SR 30 près de Panama City Beach                           | 1945  | Porte la US 98                                                                    |
| SR 30A  | 9,81          | 15,79         | US 98 / US 98 Bus. / SR 390 à Panama City         | US 98 / US 98 Bus. à Parker                                       | 1945  | Porte la US 98                                                                    |
| SR 30A  | 6,66          | 10,72         | US 98 près de Port Saint Joe                      | SR 30E près de Cape San Blas                                      | 1945  |                                                                                   |
| SR 30E  | 8,72          | 14,03         | Parc d'état de St. Joseph Peninsula               | SR 30A près de Cape San Blas                                      | 1945  |                                                                                   |
| SR 31   | 36,36         | 58,51         | SR 80 près de Fort Myers Shores                   | SR 70 près d'Arcadia                                              | 1945  |                                                                                   |
| SR 33   | 42,69         | 68,70         | US 92 à Lakeland                                  | SR 50 à Mascotte                                                  | 1945  |                                                                                   |
| SR 35   | 175,94        | 283,15        | US 41 à Punta Gorda                               | SR 40 à Silver Springs                                            | 1945  | Porte principalement la US 17, US 98 et US 301                                    |
| SR 37   | 34,23         | 55,08         | SR 62 à Duette                                    | Main Street à Lakeland                                            | 1945  |                                                                                   |
| SR 39   | 27,47         | 44,21         | SR 60 à Hopewell                                  | US 98 / US 301 près de Dade City                                  | 1945  |                                                                                   |
| SR 40   | 97,83         | 157,45        | US 41 à Rainbow Lakes Estates                     | SR A1A à Ormond Beach                                             | 1945  |                                                                                   |
| SR 41   | 20,21         | 32,52         | US 301 près de Tampa                              | US 301 / SR 39 près de Zephyrhills                                | 1945  | Porte la US 301                                                                   |
| SR 43   | 41,49         | 66,78         | US 41 Bus. à Palmetto                             | US 301 près de Tampa                                              | 1945  | Porte principalement la US 301                                                    |
| SR 44   | 49,16         | 79,11         | US 19 / US 98 à Crystal River                     | US 441 à Leesburg                                                 | 1945  |                                                                                   |
| SR 44   | 53,63         | 86,31         | US 441 à Mount Dora                               | Peninsula Avenue à New Smyrna Beach                               | 1945  |                                                                                   |
| SR 45   | 300,55        | 483,68        | US 41 à Naples                                    | US 41 / US 441 à High Springs                                     | 1945  | Porte principalement la US 41, US 41 Bus. (Venice) et US 41 Bus. (Tampa)          |
| SR 45A  | 2,97          | 4,78          | US 41 près de Venice                              | US 41 à Venice                                                    | 1945  | Porte la US 41                                                                    |
| SR 46   | 52,75         | 84,90         | US 441 à Mount Dora                               | US 1 à Mims                                                       | 1945  |                                                                                   |
| SR 47   | 71,43         | 114,96        | US 129 à Trenton                                  | US 441 / SR 89 à la frontière de la Géorgie                       | 1945  | Porte partiellement la US 441                                                     |
| SR 48   | 2,17          | 3,49          | I-75 près de Bushnell                             | US 301 à Bushnell                                                 | 1945  |                                                                                   |
| SR 49   | 34,08         | 54,84         | US 19 / US 27 Alt. / US 98 à Chiefland            | US 27 / US 129 près de Branford                                   | 1945  | Porte la US 129                                                                   |
| SR 50   | 114,27        | 183,90        | US 19 à Weeki Wachee                              | US 1 à Titusville                                                 | 1945  |                                                                                   |
| SR 50A  | 3,92          | 6,31          | SR 50 à Brooksville                               | US 98 / SR 50 près de Brooksville                                 | 1945  |                                                                                   |
| SR 51   | 70,45         | 113,37        | 1st Avenue South à Steinhatchee                   | US 41 / US 129 / SR 6 à Jasper                                    | 1945  | Porte partiellement la US 129                                                     |
| SR 52   | 33,40         | 53,76         | US 19 à Bayonet Point                             | US 98 / US 301 à Dade City                                        | 1945  |                                                                                   |
| SR 53   | 19,17         | 30,85         | I-10 près de Madison                              | SR 333 à la frontière avec la Géorgie                             | 1945  |                                                                                   |
| SR 54   | 33,31         | 53,61         | US 19 à Elfers                                    | US 301 à Zephyrhills                                              | 1945  |                                                                                   |
| SR 55   | 259,70        | 417,95        | US 41 près de Bradenton                           | US 221 / SR 76 à la frontière de la Géorgie                       | 1945  | Porte la US 19, US 41 et US 221                                                   |
| SR 56   | 6,73          | 10,83         | SR 54 à Wesley Chapel                             | Meadow Pointe Boulevard à Wesley Chapel                           | 1945  |                                                                                   |
| SR 57   | 18,09         | 29,11         | US 19 / US 27 à Capps                             | US 19 / SR 3 / SR 300 à la frontière de la Géorgie                | 1945  | Porte la US 19                                                                    |
| SR 59   | 25,92         | 41,71         | US 98 près de Newport                             | US 90 près de Lloyd                                               | 1945  |                                                                                   |
| SR 60   | 161,34        | 259,65        | Clearwater Beach                                  | SR A1A à Vero Beach                                               | 1945  |                                                                                   |
| SR 61   | 43,26         | 69,632        | US 98 à Ochlockonee Bay                           | US 319 / SR 35 à la frontière de la Géorgie                       | 1945  | Porte partiellement la US 98 et la US 319                                         |
| SR 61A  | 0,10          | 0,17          | SR 61 à Tallahassee                               | SR 363 à Tallahassee                                              | 1945  |                                                                                   |
| SR 62   | 37,43         | 60,24         | US 301 à Parrish                                  | US 17 près de Wauchula                                            | 1945  |                                                                                   |
| SR 63   | 21,23         | 34,16         | SR 61 à Tallahassee                               | US 27 / SR 1 à la frontière de la Géorgie                         | 1945  | Porte la US 27                                                                    |
| SR 64   | 77,39         | 124,54        | Gulf Drive à Holmes Beach                         | US 27 / US 98 / SR 17 à Avon Park                                 | 1945  |                                                                                   |
| SR 65   | 71,14         | 114,49        | US 98 / US 319 à Green Point                      | SR 12 près de Gretna                                              | 1945  |                                                                                   |
| SR 66   | 25,02         | 40,27         | US 17 à Zolfo Springs                             | US 27 / US 98 près de DeSoto City                                 | 1945  |                                                                                   |
| SR 68   | 4,50          | 7,23          | SR 713 près de Fort Pierce                        | US 1 à Fort Pierce                                                | 1945  |                                                                                   |
| SR 69   | 35,23         | 56,69         | SR 71 à Blountstown                               | SR 71 à Greenwood                                                 | 1945  |                                                                                   |
| SR 70   | 148,03        | 238,24        | US 41 près de Bradenton                           | US 1 à Fort Pierce                                                | 1945  |                                                                                   |
| SR 71   | 95,36         | 153,47        | US 98 à Port Saint Joe                            | SR 53 à la frontière de l'Alabama                                 | 1945  |                                                                                   |
| SR 72   | 42,56         | 68,49         | SR 758 à Siesta Key                               | SR 70 près d'Arcadia                                              | 1945  |                                                                                   |
| SR 73   | 49,83         | 80,20         | SR 71 à Chipola Park                              | US 231 près de Cottondale                                         | 1945  |                                                                                   |
| SR 75   | 66,59         | 107,17        | US 98 Bus. à Panama City                          | US 231 à la frontière de l'Alabama                                | 1945  | Porte la US 231                                                                   |
| SR 76   | 31,50         | 50,70         | US 98 / US 441 à Port Mayaca                      | US 1 à Stuart                                                     | 1945  |                                                                                   |
| SR 77   | 62,97         | 101,34        | US 98 Bus. à Panama City                          | SR 109 à la frontière de l'Alabama                                | 1945  |                                                                                   |
| SR 78   | 18,94         | 30,48         | Burnt Store Road / Veterans Parkway à Cape Coral  | SR 31 près de Fort Myers Shores                                   | 1945  |                                                                                   |
| SR 78   | 53,08         | 85,42         | SR 29 près de LaBelle                             | US 98 / US 441 près d'Okeechobee                                  | 1945  |                                                                                   |
| SR 79   | 60,67         | 97,64         | SR 30 à Panama City Beach                         | SR 167 à la frontière de l'Alabama                                | 1945  |                                                                                   |
| SR 80   | 123,48        | 198,72        | US 41 Bus. à Fort Myers                           | SR A1A à Palm Beach                                               | 1945  |                                                                                   |
| SR 81   | 39,47         | 63,51         | SR 20 à Bruce                                     | SR 87 à la frontière de l'Alabama                                 | 1945  |                                                                                   |
| SR 82   | 29,88         | 48,09         | US 41 à Fort Myers                                | SR 29 près d'Immokalee                                            | 1945  |                                                                                   |
| SR 83   | 45,33         | 72,95         | US 98 près de Santa Rosa Beach                    | SR 153 à la frontière de l'Alabama                                | 1945  | Porte partiellement la US 331                                                     |
| SR 84   | 6,46          | 10,40         | US 41 à Naples                                    | SR 951 près de Golden Gate                                        | 1945  |                                                                                   |
| SR 84   | 18,29         | 29,43         | I-75 à Weston                                     | Miami Road à Fort Lauderdale                                      | 1945  |                                                                                   |
| SR 85   | 56,49         | 90,91         | US 98 à Fort Walton Beach                         | SR 55 à la frontière de l'Alabama                                 | 1945  |                                                                                   |
| SR 87   | 51,69         | 83,18         | US 98 à Navarre                                   | SR 41 à la frontière de l'Alabama                                 | 1945  |                                                                                   |
| SR 89   | 31,20         | 50,22         | US 90 à Milton                                    | CR 55 à la frontière de l'Alabama                                 | 1945  |                                                                                   |
| SR 90   | 108,29        | 174,27        | US 41 à Naples                                    | US 1 à Miami                                                      | 1945  | Porte la US 41                                                                    |
| SR 91   | 264,67        | 425,94        | I-95 / US 441 / SR 9 / SR 826 à Miami Gardens     | I-75 près de Wildwood                                             | 1957  | Porte le Florida's Turnpike                                                       |
| SR 93   | 484,42        | 779,59        | SR 826 / SR 924 à Miami Lakes                     | I-75 à la frontière de la Géorgie                                 | 1956  | Porte l'I-75 et l'I-275                                                           |
| SR 93A  | 46,63         | 75,04         | I-75 / I-275 près de Palmetto                     | I-75 / I-275 près de Wesley Chapel                                | 1956  | Porte l'I-75                                                                      |
| SR 94   | 10,70         | 17,22         | SR 997 près de The Hammocks                       | US 1 à Kendall                                                    | 1945  |                                                                                   |
| SR 95   | 43,64         | 70,23         | US 90 / US 98 à Pensacola                         | US 29 à la frontière de l'Alabama                                 | 1945  | Porte la US 29                                                                    |
| SR 97   | 22,51         | 36,22         | CR 95A à Molino                                   | SR 21 à la frontière de l'Alabama                                 | 1945  |                                                                                   |
| SR 99   | 2,59          | 4,16          | US 90 dans le comté d'Escambia                    | Isaacs Lane dans le comté d'Escambia                              | 1945  |                                                                                   |
| SR 100  | 153,17        | 246,51        | US 129 / SR 11 à la frontière de la Géorgie       | SR A1A à Flagler Beach                                            | 1945  | Porte partiellement la US 41 et la US 129                                         |
| SR 101  | 1,21          | 1,95          | SR A1A près d'Atlantic Beach                      | Base navale de Mayport                                            | 1945  |                                                                                   |
| SR 102  | 1,61          | 2,59          | Aéroport international de Jacksonville            | I-95 à Jacksonville                                               |       |                                                                                   |
| SR 103  | 3,81          | 6,14          | SR 208 à Jacksonville                             | US 90 à Jacksonville                                              |       |                                                                                   |
| SR 104  | 7,57          | 12,18         | US 1 / US 23 à Jacksonville                       | US 17 à Jacksonville                                              | 1945  |                                                                                   |
| SR 105  | 36,82         | 59,25         | I-95 à Jacksonville                               | SR A1A à Fernandina Beach                                         | 1945  |                                                                                   |
| SR 109  | 8,71          | 14,01         | SR 13 à Jacksonville                              | Université de Jacksonville                                        | 1945  |                                                                                   |
| SR 111  | 11,88         | 19,11         | SR 21 à Jacksonville                              | US 17 à Jacksonville                                              | 1945  |                                                                                   |
| SR 112  | 9,86          | 15,86         | Aéroport international de Miami                   | SR A1A à Miami Beach                                              | 1961  | Porte partiellement l'I-195                                                       |
| SR 113  | 2,77          | 4,46          | SR 115 à Jacksonville                             | I-295 / SR 116 à Jacksonville                                     |       |                                                                                   |
| SR 114  | 0,58          | 0,94          | I-95 à Jacksonville                               | Jacksonville                                                      |       |                                                                                   |
| SR 115  | 37,20         | 59,87         | US 1 à Jacksonville                               | US 1 / US 23 à Callahan                                           | 1945  | Porte partiellement la US 1 et la US 1 Alt.                                       |
| SR 115A | 0,18          | 0,28          | Complexe sportif de Jacksonville                  | SR 115 à Jacksonville                                             | 1945  |                                                                                   |
| SR 115A | 1,25          | 2,02          | US 1 Alt. à Jacksonville                          | US 1 Alt. à Jacksonville                                          | 1945  | Porte la US 1 Alt.                                                                |
| SR 116  | 9,03          | 14,53         | I-295 / SR 113 à Jacksonville                     | SR 101 à Wonderwood                                               | 2004  |                                                                                   |
| SR 117  | 1,45          | 2,34          | SR 122 à Jacksonville                             | I-95 / SR 115 à Jacksonville                                      | 1945  |                                                                                   |
| SR 120  | 2,54          | 4,09          | US 441 à Gainesville                              | SR 24 à Gainesville                                               |       |                                                                                   |
| SR 121  | 101,87        | 163,94        | US 19 / US 98 à Lebanon Station                   | SR 23 / SR 121 à la frontière de la Géorgie                       |       |                                                                                   |
| SR 122  | 1,07          | 1,72          | I-95 à Jacksonville                               | US 17 à Jacksonville                                              |       |                                                                                   |
| SR 123  | 5,18          | 8,33          | SR 85 près de Niceville                           | SR 85 à Eglin AFB                                                 |       |                                                                                   |
| SR 126  | 2,37          | 3,82          | SR 13 à Jacksonville                              | US 1 Alt. à Jacksonville                                          |       | Porte partiellement la US 1 Alt.                                                  |
| SR 128  | 2,50          | 4,02          | SR 103 à Jacksonville                             | SR 211 à Jacksonville                                             |       |                                                                                   |
| SR 129  | 0,73          | 1,17          | US 17 / SR 228 à Jacksonville                     | I-10 à Jacksonville                                               | 1945  |                                                                                   |
| SR 134  | 11,50         | 18,50         | SR 228 à Jacksonville                             | US 17 à Jacksonville                                              |       |                                                                                   |
| SR 136  | 3,40          | 5,47          | I-75 près de Pouchers Corner                      | US 41 à White Springs                                             | 1945  |                                                                                   |
| SR 139  | 5,15          | 8,30          | SR 115 à Jacksonville                             | US 1 / US 23 à Jacksonville                                       | 1950  | Porte partiellement la US 23                                                      |
| SR 143  | 1,57          | 2,53          | I-75 à Jennings                                   | US 41 à Jennings                                                  |       |                                                                                   |
| SR 145  | 0,51          | 0,82          | US 98 à Fort Walton Beach                         | SR 85 à Fort Walton Beach                                         | 1945  |                                                                                   |
| SR 145  | 13,72         | 22,09         | US 90 / SR 53 à Madison                           | SR 31 à la frontière de la Géorgie                                | 1945  |                                                                                   |
| SR 152  | 6,42          | 10,33         | SR 13 à Jacksonville                              | I-295 à Jacksonville                                              |       |                                                                                   |
| SR 155  | 2,57          | 4,14          | SR 61 à Tallahassee                               | Lakeshore Drive près de Tallahassee                               | 1945  |                                                                                   |
| SR 159  | 0,45          | 0,72          | US 27 à Havana                                    | SR 12 à Havana                                                    | 1945  |                                                                                   |
| SR 160  | 0,11          | 0,18          | SR 61 à Tallahassee                               | US 319 à Tallahassee                                              |       |                                                                                   |
| SR 162  | 0,29          | 0,47          | I-10 / SR 61 à Tallahassee                        | US 319 à Tallahassee                                              |       |                                                                                   |
| SR 166  | 5,05          | 8,13          | US 90 / SR 73 à Marianna                          | SR 71 près de Marianna                                            | 1945  |                                                                                   |
| SR 173  | 11,93         | 19,20         | NAS Pensacola                                     | SR 297 près de Bellview                                           | 1945  |                                                                                   |
| SR 187  | 21,57         | 34,71         | US 90 à DeFuniak Springs                          | US 331 à la frontière de l'Alabama                                | 1945  | Porte la US 331                                                                   |
| SR 188  | 2,58          | 4,15          | SR 189 à Wright                                   | SR 85 à Ocean City                                                |       |                                                                                   |
| SR 189  | 10,52         | 16,94         | US 98 à Fort Walton Beach                         | SR 397 à Eglin AFB                                                | 1945  |                                                                                   |
| SR 189  | 14,41         | 23,18         | SR 4 à Baker                                      | SR 137 à la frontière de l'Alabama                                | 1945  |                                                                                   |
| SR 190  | 1,23          | 1,98          | SR 85 à Eglin AFB                                 | SR 397 à Valparaiso                                               |       |                                                                                   |
| SR 196  | 1,01          | 1,62          | Tarragona Street à Pensacola                      | US 98 à Pensacola                                                 | 1945  |                                                                                   |
| SR 200  | 155,82        | 250,76        | US 41 à Hernando                                  | SR A1A à Fernandina Beach                                         | 1945  | Porte partiellement la US 301                                                     |
| SR 201  | 3,93          | 6,33          | US 301 à Baldwin                                  | US 301 près de Baldwin                                            | 1945  |                                                                                   |
| SR 202  | 13,04         | 20,99         | US 1 à Jacksonville                               | SR A1A à Jacksonville Beach                                       | 1979  |                                                                                   |
| SR 206  | 14,49         | 23,31         | SR 207 près de Spuds                              | SR A1A à Crescent Beach                                           | 1945  |                                                                                   |
| SR 207  | 24,43         | 39,32         | US 17 / SR 100 à East Palatka                     | US 1 à Saint Augustine                                            | 1945  |                                                                                   |
| SR 208  | 0,84          | 1,35          | I-295 à Jacksonville                              | SR 103 à Jacksonville                                             | 1945  |                                                                                   |
| SR 210  | 6,10          | 9,82          | Old Kings Road à Jacksonville                     | West 13th Street à Jacksonville                                   | 1945  |                                                                                   |
| SR 211  | 3,72          | 5,99          | SR 128 à Jacksonville                             | Peninsular Place à Jacksonville                                   | 1945  |                                                                                   |
| SR 212  | 14,83         | 23,86         | US 90 / SR 10 à Jacksonville                      | SR A1A in Jacksonville Beach                                      | 1945  | Porte la US 90                                                                    |
| SR 222  | 14,17         | 22,81         | I-75 près de Gainesville                          | SR 26 près de Gainesville                                         |       |                                                                                   |
| SR 223  | 6,49          | 10,44         | US 301 près de Starke                             | US 301 près de Starke                                             |       |                                                                                   |
| SR 224  | 2,78          | 4,48          | SR 21 à Orange Park                               | US 17 à Orange Park                                               | 1945  |                                                                                   |
| SR 226  | 2,20          | 3,54          | SR 24 à Gainesville                               | SR 24A / SR 331 à Gainesville                                     |       |                                                                                   |
| SR 228  | 32,53         | 52,36         | US 90 à Macclenny                                 | US 90 à Jacksonville                                              | 1945  |                                                                                   |
| SR 228A | 0,93          | 1,50          | US 1 Alt. / SR 126 à Jacksonville                 | US 1 Alt. à Jacksonville                                          | 1945  | Porte la US 1 Alt.                                                                |
| SR 230  | 7,38          | 11,88         | US 301 à Starke                                   | SR 16 à Kingsley Village                                          | 1945  |                                                                                   |
| SR 231  | 3,58          | 5,76          | SR 235 près de La Crosse                          | SR 18 à Brooker                                                   | 1945  |                                                                                   |
| SR 231  | 2,74          | 4,41          | Reception and Medical Center                      | SR 238 à Lake Butler                                              | 1945  |                                                                                   |
| SR 235  | 14,61         | 23,52         | Northwest 143rd Place à Alachua                   | SR 18 à Brooker                                                   | 1945  |                                                                                   |
| SR 238  | 15,46         | 24,88         | US 41 / US 441 à Ellisville                       | SR 100 à Lake Butler                                              | 1945  |                                                                                   |
| SR 243  | 2,26          | 3,62          | I-295 à Jacksonville                              | SR 102 à Jacksonville                                             | 2004  |                                                                                   |
| SR 247  | 22,05         | 35,48         | US 129 à Branford                                 | US 90 à Lake City                                                 | 1945  |                                                                                   |
| SR 249  | 24,18         | 38,91         | US 27 / US 129 à Branford                         | US 129 /SR 51 à Live Oak                                          | 1945  | Porte la US 129                                                                   |
| SR 261  | 11,44         | 18,41         | US 319 / SR 363 à Tallahassee                     | US 319 / SR 61 à Tallahassee                                      | 1945  | Porte la US 319                                                                   |
| SR 263  | 15,04         | 24,21         | US 319 / SR 363 à Tallahassee                     | US 27 à Lake Jackson                                              |       | Porte partiellement la US 319                                                     |
| SR 265  | 1,43          | 2,30          | US 27 à Tallahassee                               | Seventh Avenue à Tallahassee                                      | 1945  |                                                                                   |
| SR 267  | 59,48         | 95,72         | US 98 à Newport                                   | SR 302 à la frontière de la Géorgie                               | 1945  |                                                                                   |
| SR 269  | 1,60          | 2,60          | US 90 à Quincy                                    | SR 12 à Quincy                                                    | 1945  | En construction                                                                   |
| SR 273  | 14,51         | 23,35         | SR 77 à Chipley                                   | US 231 à Campbellton                                              |       |                                                                                   |
| SR 276  | 3,40          | 5,46          | I-10 à Marianna                                   | US 90 / SR 73 à Marianna                                          | 1945  |                                                                                   |
| SR 277  | 14,21         | 22,87         | SR 79 à Vernon                                    | US 90 près de Chipley                                             | 1945  |                                                                                   |
| SR 281  | 15,97         | 25,70         | US 98 près de Gulf Breeze                         | US 90 près de Milton                                              |       |                                                                                   |
| SR 285  | 17,86         | 28,75         | SR 20 à Niceville                                 | US 90 près de Mossy Head                                          | 1945  |                                                                                   |
| SR 289  | 7,28          | 11,72         | US 98 à Pensacola                                 | Olive Road à Ferry Pass                                           |       | Porte partiellement la US 98                                                      |
| SR 291  | 8,92          | 14,35         | US 98 Bus. à Pensacola                            | US 90 Alt. à Ferry Pass                                           | 1945  |                                                                                   |
| SR 292  | 23,63         | 38,03         | SR 182 à la frontière de l'Alabama                | US 29 à Brent                                                     |       | Porte partiellement la US 98                                                      |
| SR 293  | 15,40         | 24,80         | US 98 à Destin                                    | SR 85 à Niceville                                                 | 1993  |                                                                                   |
| SR 294  | 0,21          | 0,34          | SR 295 à West Pensacola                           | US 98 à West Pensacola                                            | 1945  |                                                                                   |
| SR 295  | 7,99          | 12,86         | NAS Pensacola                                     | SR 289 à Pensacola                                                | 1945  |                                                                                   |
| SR 296  | 9,60          | 15,45         | US 90 à Bellview                                  | US 90 à Pensacola                                                 | 1945  |                                                                                   |
| SR 297  | 4,29          | 6,91          | US 90 à Bellview                                  | US 90 Alt. à Ensley                                               | 1945  |                                                                                   |
| SR 298  | 6,84          | 11,00         | US 98 à Millview                                  | SR 295 à West Pensacola                                           | 1945  |                                                                                   |
| SR 300  | 5,58          | 8,98          | Gulf Beach Drive sur St. George Island            | US 98 à Eastpoint                                                 | 2004  |                                                                                   |
| SR 312  | 3,60          | 5,80          | SR 207 près de Saint Augustine                    | SR A1A à Saint Augustine                                          |       |                                                                                   |
| SR 320  | 5,78          | 9,31          | Parc d'état de Manatee Springs                    | US 19 / US 27 Alt. / US 98 à Chiefland                            |       |                                                                                   |
| SR 326  | 11,58         | 18,63         | I-75 près de Zuber                                | SR 40 près de Silver Springs                                      | 1945  |                                                                                   |
| SR 327  | 0,59          | 0,95          | SR 368 à Panama City                              | SR 390 à Pretty Bayou                                             | 1945  |                                                                                   |
| SR 331  | 5,43          | 8,75          | SR 121 à Gainesville                              | SR 20 / SR 24 / SR 26 à Gainesville                               | 1945  |                                                                                   |
| SR 345  | 7,63          | 12,28         | Northwest 50th Street à Curryville                | US 27 Alt. à Chiefland                                            | 1945  |                                                                                   |
| SR 349  | 24,25         | 39,03         | US 19 / US 27 Alt. / US 98 à Old Town             | US 27 près de Branford                                            | 1945  |                                                                                   |
| SR 359A | 1,35          | 2,17          | US 19 / US 27 près de Perry                       | US 221 près de Perry                                              | 1945  |                                                                                   |
| SR 363  | 20,20         | 32,51         | Riverside Drive à St. Marks                       | SR 371 à Tallahassee                                              | 1945  |                                                                                   |
| SR 366  | 3,16          | 5,09          | SR 20 près de Tallahassee                         | SR 371 à Tallahassee                                              | 1945  |                                                                                   |
| SR 368  | 5,39          | 8,67          | US 98 à Panama City                               | US 231 à Panama City                                              | 1945  |                                                                                   |
| SR 368A | 0,69          | 1,11          | Gulf Coast State College                          | SR 368 à Panama City                                              | 1945  |                                                                                   |
| SR 369  | 13,04         | 20,99         | US 319 à Crawfordville                            | US 319 près de Tallahassee                                        | 1945  | Porte la US 319                                                                   |
| SR 371  | 4,43          | 7,13          | SR 263 à Tallahassee                              | SR 366 à Tallahassee                                              | 1945  |                                                                                   |
| SR 373  | 1,71          | 2,75          | SR 371 à Tallahassee                              | SR 61 à Tallahassee                                               | 1945  |                                                                                   |
| SR 375  | 6,45          | 10,38         | US 319 à Sopchoppy                                | US 98 / US 319 à Medart                                           | 1945  | Porte la US 319                                                                   |
| SR 377  | 10,63         | 17,11         | US 98 / US 319 près de Lanark Village             | US 319 à Sopchoppy                                                | 1945  | Porte la US 319                                                                   |
| SR 388  | 12,34         | 19,86         | SR 79 à West Bay                                  | SR 77 à Vicksburg                                                 | 1945  |                                                                                   |
| SR 389  | 3,03          | 4,88          | US 98 Bus. à Panama City                          | US 231 à Hiland Park                                              | 1945  |                                                                                   |
| SR 390  | 5,86          | 9,42          | US 98 à Panama City                               | SR 77 à Lynn Haven                                                | 1945  |                                                                                   |
| SR 391  | 2,27          | 3,66          | US 98 / US 231 à Panama City                      | SR 390 à Pretty Bayou                                             |       |                                                                                   |
| SR 392A | 3,12          | 5,02          | SR 30 à Panama City Beach                         | SR 30 à Panama City Beach                                         |       |                                                                                   |
| SR 393  | 1,83          | 2,95          | US 98 à Mary Esther                               | SR 189 à Wright                                                   |       |                                                                                   |
| SR 397  | 3,18          | 5,11          | SR 85 à Eglin AFB                                 | SR 85 à Niceville                                                 | 1945  |                                                                                   |
| SR 399  | 0,32          | 0,51          | Bob Sikes Bridge                                  | US 98 à Gulf Breeze                                               | 1945  |                                                                                   |
| SR 400  | 136,12        | 219,06        | I-275 à Tampa                                     | US 1 à Daytona Beach                                              | 1959  | Porte principalement l'I-4                                                        |
| SR 401  | 2,20          | 3,54          | SR A1A / SR 528 près de Cape Canaveral            | Base de Cap Canaveral                                             | 1956  |                                                                                   |
| SR 404  | 4,14          | 6,66          | US 1 près de Palm Shores                          | SR A1A à South Patrick Shores                                     | 1973  |                                                                                   |
| SR 405  | 9,83          | 15,82         | US 1 à Titusville                                 | US 1 à Titusville                                                 | 1945  |                                                                                   |
| SR 406  | 2,95          | 4,75          | I-95 à Titusville                                 | US 1 à Titusville                                                 | 1945  |                                                                                   |
| SR 407  | 6,80          | 10,94         | SR 528 près de Titusville                         | SR 405 à Titusville                                               |       |                                                                                   |
| SR 408  | 22,11         | 35,58         | Florida's Turnpike à Gotha                        | SR 50 près de Bithlo                                              | 1973  |                                                                                   |
| SR 414  | 15,84         | 25,49         | US 441 à Apopka                                   | US 17 / US 92 à Maitland                                          | 2009  |                                                                                   |
| SR 415  | 18,49         | 29,75         | SR 46 à Sanford                                   | SR 44 à Samsula                                                   | 1945  |                                                                                   |
| SR 416  | 1,74          | 2,80          | SR 438 à Orlando                                  | US 441 à Orlando                                                  | 1990  |                                                                                   |
| SR 417  | 54,06         | 87,00         | I-4 à Celebration                                 | I-4 à Sanford                                                     | 1988  |                                                                                   |
| SR 419  | 9,33          | 15,02         | SR 426 / SR 434 à Oviedo                          | US 17 / US 92 à Winter Springs                                    | 1945  |                                                                                   |
| SR 421  | 4,00          | 6,44          | I-95 à Port Orange                                | US 1 / SR A1A à Port Orange                                       |       |                                                                                   |
| SR 423  | 7,53          | 12,12         | Church Street à Orlando                           | US 17 / US 92 à Winter Park                                       | 1970  |                                                                                   |
| SR 424  | 2,58          | 4,16          | SR 434 près de Lockhart                           | Par Street à Orlando                                              |       |                                                                                   |
| SR 426  | 14,53         | 23,39         | SR 424 à Fairview Shores                          | SR 419 / SR 434 à Oviedo                                          | 1945  |                                                                                   |
| SR 429  | 32,83         | 52,84         | I-4 près de Disney World                          | US 441 à Apopka                                                   | 2000  |                                                                                   |
| SR 430  | 3,35          | 5,40          | SR 483 à Daytona Beach                            | SR A1A à Daytona Beach                                            | 1945  |                                                                                   |
| SR 434  | 28,49         | 45,85         | SR 423 à Orlando                                  | SR 50 près de Bithlo                                              | 1945  |                                                                                   |
| SR 435  | 7,10          | 11,43         | SR 482 à Orlando                                  | SR 50 à Pine Hills                                                | 1945  |                                                                                   |
| SR 436  | 25,53         | 41,09         | US 441 à Apopka                                   | SR 528 à l'Aéroport international d'Orlando                       | 1945  |                                                                                   |
| SR 437  | 0,11          | 0,17          | SR 438 à Ocoee                                    | SR 438 à Ocoee                                                    | 1945  |                                                                                   |
| SR 438  | 10,14         | 16,33         | SR 429 à Ocoee                                    | Rio Grande Avenue à Orlando                                       | 1945  |                                                                                   |
| SR 441  | 5,41          | 8,71          | SR A1A à Daytona Beach Shores                     | US 92 à Daytona Beach                                             |       |                                                                                   |
| SR 442  | 3,78          | 6,08          | I-95 à Edgewater                                  | US 1 à Edgewater                                                  |       |                                                                                   |
| SR 451  | 1,87          | 3,01          | SR 414 / SR 429 à Apopka                          | US 441 à Apopka                                                   | 2013  |                                                                                   |
| SR 453  | 3,36          | 5,41          | SR 429 à Apopka                                   | SR 46 à Mount Dora                                                | 2018  |                                                                                   |
| SR 464  | 7,21          | 11,61         | SR 200 à Ocala                                    | SR 35 près de Silver Springs Shores                               | 1945  |                                                                                   |
| SR 471  | 34,91         | 56,18         | US 98 près de Branchborough                       | US 301 près de Sumterville                                        | 1945  |                                                                                   |
| SR 472  | 3,41          | 5,48          | US 17 / US 92 près de DeLand                      | I-4 à Deltona                                                     |       |                                                                                   |
| SR 482  | 7,81          | 12,57         | I-4 près de Dr. Phillips                          | SR 528 à Belle Isle                                               |       |                                                                                   |
| SR 483  | 3,38          | 5,44          | SR 400 à Daytona Beach                            | SR 430 à Daytona Beach                                            |       |                                                                                   |
| SR 492  | 3,74          | 6,01          | US 27 / US 301 / US 441 à Ocala                   | SR 40 à Ocala                                                     |       |                                                                                   |
| SR 500  | 197,95        | 318,57        | SR A1A à Indialantic                              | US 19 / US 27 Alt. / US 98 à Chiefland                            | 1945  | Porte la US 27, US 27 Alt., US 192 et US 441                                      |
| SR 500A | 0,27          | 0,44          | SR 19 à Tavares                                   | US 441 à Tavares                                                  | 1945  |                                                                                   |
| SR 501  | 3,36          | 5,40          | SR 520 près de Cocoa                              | SR 524 à Cocoa                                                    |       |                                                                                   |
| SR 507  | 5,53          | 8,90          | SR 514 à Palm Bay                                 | US 192 à Melbourne                                                | 1945  |                                                                                   |
| SR 508  | 1,36          | 2,20          | Aéroport international de Melbourne               | US 1 à Melbourne                                                  | 1945  |                                                                                   |
| SR 510  | 2,61          | 4,19          | US 1 à Wabasso                                    | SR A1A à Wabasso Beach                                            | 1945  |                                                                                   |
| SR 513  | 5,25          | 8,45          | SR 518 à Melbourne                                | SR 404 à Patrick Space Force Base                                 |       |                                                                                   |
| SR 514  | 4,26          | 6,86          | I-95 à Palm Bay                                   | US 1 à Malabar                                                    | 1945  |                                                                                   |
| SR 517  | 0,91          | 1,47          | US 92 à Lakeland                                  | US 92 / SR 546 près de Lakeland                                   | 1945  | Porte la US 92                                                                    |
| SR 518  | 8,10          | 13,03         | I-95 près de Melbourne                            | SR A1A à Indian Harbour Beach                                     | 1945  |                                                                                   |
| SR 519  | 4,60          | 7,41          | I-95 à Rockledge                                  | SR 520 à Cocoa                                                    | 1945  |                                                                                   |
| SR 520  | 34,52         | 55,56         | SR 50 près de Bithlo                              | SR A1A à Cocoa Beach                                              | 1945  |                                                                                   |
| SR 524  | 5,13          | 8,26          | SR 520 près de Cocoa                              | SR 528 à Cocoa                                                    |       |                                                                                   |
| SR 525  | 0,10          | 0,16          | US 27 à Leesburg                                  | US 27 / US 441 à Leesburg                                         | 1945  | Porte la US 27 en direction nord                                                  |
| SR 526  | 3,31          | 5,32          | US 17 / US 92 / US 441 à Orlando                  | Maguire Boulevard / Crystal Lake Drive à Orlando                  | 1945  |                                                                                   |
| SR 527  | 8,21          | 13,21         | SR 482 près de Belle Isle                         | US 17 / US 92 à Winter Park                                       | 1945  |                                                                                   |
| SR 528  | 53,50         | 86,10         | I-4 près de Lake Buena Vista                      | SR A1A / SR 401 près de Cape Canaveral                            | 1974  |                                                                                   |
| SR 530  | 18,12         | 29,17         | US 27 à Four Corners                              | US 17 / US 92 / US 192 / US 441 à Kissimmee                       | 1945  | Porte la US 192                                                                   |
| SR 533  | 1,60          | 2,58          | US 98 / US 301 à Dade City                        | US 98 / US 301 à Dade City                                        | 1980  | Porte la US 98 / US 301                                                           |
| SR 535  | 3,62          | 5,83          | US 192 près de Kissimmee                          | I-4 à Lake Buena Vista                                            | 1945  |                                                                                   |
| SR 536  | 2,03          | 3,27          | I-4 à Disney World                                | SR 535 près de Kissimmee                                          | 1982  |                                                                                   |
| SR 538  | 7,20          | 11,60         | Limite entre les comtés de Polk et d'Osceola      | CR 580 à Poinciana                                                | 2016  |                                                                                   |
| SR 539  | 2,52          | 4,05          | SR 563 à Lakeland                                 | I-4 à Lakeland                                                    |       |                                                                                   |
| SR 540  | 17,67         | 28,44         | US 98 près de Lakeland                            | US 27 près de Waverly                                             | 1945  |                                                                                   |
| SR 542  | 5,96          | 9,59          | SR 549 à Winter Haven                             | US 27 à Dundee                                                    | 1945  |                                                                                   |
| SR 544  | 11,65         | 18,74         | US 92 à Auburndale                                | SR 17 à Haines City                                               | 1945  |                                                                                   |
| SR 546  | 5,76          | 9,26          | I-4 à Lakeland                                    | US 92 à Lakeland                                                  |       | Porte principalement la US 92                                                     |
| SR 548  | 1,81          | 2,91          | Sloan Avenue à Lakeland                           | US 98 à Lakeland                                                  | 2004  |                                                                                   |
| SR 549  | 1,53          | 2,46          | SR 542 à Winter Haven                             | SR 544 à Winter Haven                                             |       |                                                                                   |
| SR 551  | 8,79          | 14,14         | SR 15 à Orlando                                   | SR 426 à Goldenrod                                                | 1947  |                                                                                   |
| SR 552  | 2,64          | 4,25          | SR 15 à Orlando                                   | SR 551 près d'Azalea Park                                         |       |                                                                                   |
| SR 553  | 1,41          | 2,27          | US 92 à Plant City                                | I-4 à Plant City                                                  |       |                                                                                   |
| SR 555  | 14,91         | 24,00         | US 17 / US 98 à Bartow                            | US 17 / US 92 à Lake Alfred                                       | 1945  | Porte la US 17                                                                    |
| SR 557  | 0,50          | 0,80          | CR 557 près de Lake Alfred                        | Old Grade Road près de Lake Alfred                                | 1945  | N'existe que dans les limites de l'échangeur avec l'I-4                           |
| SR 559  | 10,92         | 17,58         | SR 655 à Auburndale                               | SR 33 à Polk City                                                 | 1945  |                                                                                   |
| SR 559A | 1,56          | 2,52          | CR 655 à Auburndale                               | SR 559 à Auburndale                                               | 1945  |                                                                                   |
| SR 563  | 4,91          | 7,91          | SR 570 à Lakeland                                 | US 92 à Lakeland                                                  |       |                                                                                   |
| SR 566  | 0,93          | 1,49          | I-4 à Plant City                                  | US 92 à Plant City                                                |       |                                                                                   |
| SR 568  | 3,04          | 4,89          | SR 589 près de Citrus Park                        | SR 597 près de Lutz                                               | 2001  |                                                                                   |
| SR 569  | 1,33          | 2,14          | SR 60 à Tampa                                     | US 41 à Tampa                                                     |       |                                                                                   |
| SR 570  | 24,38         | 39,24         | I-4 à Lakeland                                    | I-4 à Polk City                                                   | 1999  |                                                                                   |
| SR 572  | 4,67          | 7,52          | US 92 à Lakeland                                  | SR 570 à Lakeland                                                 |       |                                                                                   |
| SR 573  | 1,84          | 2,96          | MacDill AFB                                       | US 92 à Tampa                                                     | 1943  |                                                                                   |
| SR 574  | 23,04         | 37,09         | US 92 à Tampa                                     | US 92 à Plant City                                                | 1945  |                                                                                   |
| SR 575  | 2,24          | 3,61          | US 301 à Trilacoochee                             | Rivière Withlacoochee près de Lacoochee                           | 1945  |                                                                                   |
| SR 579  | 0,50          | 0,80          | US 41 Bus. près de Tampa                          | US 41 près de Tampa                                               | 1945  |                                                                                   |
| SR 580  | 28,78         | 46,32         | US 19 Alt. à Dunedin                              | SR 583 à Temple Terrace                                           | 1945  |                                                                                   |
| SR 581  | 3,51          | 5,64          | SR 56 à Wesley Chapel                             | SR 54 à Wesley Chapel                                             | 1945  |                                                                                   |
| SR 582  | 7,83          | 12,60         | US 41 à Tampa                                     | US 301 près de Thonotosassa                                       | 1945  |                                                                                   |
| SR 583  | 6,01          | 9,68          | US 41 à Tampa                                     | SR 582 à Temple Terrace                                           | 1945  |                                                                                   |
| SR 584  | 2,14          | 3,44          | SR 586 à Oldsmar                                  | SR 580 à Oldsmar                                                  | 1945  |                                                                                   |
| SR 585  | 2,78          | 4,48          | US 41 Bus. / SR 60 à Tampa                        | US 41 / US 92 à Tampa                                             | 1945  |                                                                                   |
| SR 586  | 5,33          | 8,58          | US 19 Alt. à Dunedin                              | SR 584 à Oldsmar                                                  | 1945  |                                                                                   |
| SR 589  | 54,73         | 88,08         | SR 60 à Tampa                                     | US 98 près de Sugarmill Woods                                     | 1945  |                                                                                   |
| SR 590  | 8,15          | 13,12         | US 19 Alt. à Clearwater                           | SR 580 à Safety Harbor                                            | 1945  |                                                                                   |
| SR 592  | 1,22          | 1,96          | I-275 à St. Petersburg                            | SR 595 à St. Petersburg                                           | 1979  | Porte l'I-375                                                                     |
| SR 594  | 1,37          | 2,21          | I-275 à St. Petersburg                            | SR 687 à St. Petersburg                                           | 1980  | Porte principalement l'I-175                                                      |
| SR 595  | 37,11         | 59,73         | US 92 / SR 687 à St. Petersburg                   | US 19 à Holiday                                                   | 1945  | Porte principalement la US 19 Alt.                                                |
| SR 597  | 10,97         | 17,65         | SR 580 près de Citrus Park                        | US 41 à Land o' Lakes                                             | 1943  |                                                                                   |
| SR 599  | 5,63          | 9,05          | US 41 / SR 676 près de Tampa                      | US 41 / US 92 à Tampa                                             | 1945  | Porte la US 41                                                                    |
| SR 600  | 171,73        | 276,38        | US 92 / SR 686 / SR 687 / SR 694 à St. Petersburg | SR A1A à Daytona Beach                                            | 1945  | Porte principalement la US 92                                                     |
| SR 607  | 2,53          | 4,06          | SR 614 près de Lakewood Park                      | Lakewood Park                                                     | 1945  |                                                                                   |
| SR 608  | 0,57          | 0,92          | SR 615 près de St. Lucie Village                  | US 1 près de St. Lucie Village                                    |       |                                                                                   |
| SR 614  | 3,58          | 5,77          | I-95 près de Lakewood Park                        | SR 713 à Lakewood Park                                            |       |                                                                                   |
| SR 615  | 6,17          | 9,93          | Edwards Road près de Fort Pierce                  | US 1 près de St. Lucie Village                                    |       |                                                                                   |
| SR 616  | 2,70          | 4,35          | SR 60 à Tampa                                     | US 92 à Tampa                                                     |       |                                                                                   |
| SR 618  | 14,13         | 22,74         | US 92 à Tampa                                     | I-75 près de Brandon                                              | 1976  |                                                                                   |
| SR 618A | 10,77         | 17,33         | Channelside Drive à Tampa                         | SR 60 à Brandon                                                   | 1976  | Voies express réversibles                                                         |
| SR 620  | 0,41          | 0,66          | SR 540 à Winter Haven                             | SR 655 à Winter Haven                                             |       |                                                                                   |
| SR 636  | 6,97          | 11,22         | US 17 à Wauchula                                  | SR 64 près de Lemon Grove                                         | 1945  |                                                                                   |
| SR 651  | 3,80          | 6,11          | US 19 Alt. / SR 686 à Largo                       | SR 60 à Clearwater                                                |       | Forme un multiplex complet avec la SR 60 et la SR 595                             |
| SR 655  | 7,15          | 11,50         | US 17 à Eloise                                    | US 92 à Auburndale                                                | 1945  |                                                                                   |
| SR 656  | 1,98          | 3,18          | US 1 à Vero Beach                                 | SR A1A à Vero Beach                                               |       |                                                                                   |
| SR 659  | 7,63          | 12,27         | US 98 à Eaton Park                                | SR 33 à Lakeland                                                  |       |                                                                                   |
| SR 666  | 1,39          | 2,24          | SR 699 à Madeira Beach                            | US 19 Alt. à Seminole                                             |       |                                                                                   |
| SR 674  | 25,51         | 41,05         | US 41 à Ruskin                                    | SR 37 près de Bradley Junction                                    | 1945  |                                                                                   |
| SR 676  | 3,19          | 5,13          | US 41 près de Tampa                               | US 301 près de Brandon                                            | 1945  |                                                                                   |
| SR 678  | 0,50          | 0,81          | US 41 Bus. près de Tampa                          | US 41 près de Tampa                                               |       |                                                                                   |
| SR 679  | 4,82          | 7,75          | Parc de Fort De Soto                              | SR 682 à St. Petersburg                                           |       |                                                                                   |
| SR 681  | 4,14          | 6,67          | US 41 à Nokomis                                   | I-75 près de Sarasota                                             | 1980  |                                                                                   |
| SR 682  | 3,72          | 5,99          | SR 699 à St. Pete Beach                           | I-275 / US 19 à St. Petersburg                                    |       |                                                                                   |
| SR 683  | 12,09         | 19,46         | US 41 à Sarasota                                  | US 41 / US 301 à Bradenton                                        | 1945  | Porte la US 301                                                                   |
| SR 684  | 8,50          | 13,68         | SR 789 à Bradenton Beach                          | US 41 près de Bradenton                                           | 1945  | Porte partiellement la US 41                                                      |
| SR 685  | 14,68         | 23,63         | US 92 à Tampa                                     | US 41 à Lutz                                                      | 1945  | Porte principalement la US 41 Bus.                                                |
| SR 686  | 10,82         | 17,42         | US 19 Alt. à Largo                                | US 92 / SR 687 / SR 694 à St. Petersburg                          | 1945  |                                                                                   |
| SR 687  | 9,45          | 15,20         | I-175 / SR 594 à St. Petersburg                   | I-275 à St. Petersburg                                            | 1945  |                                                                                   |
| SR 688  | 12,91         | 20,78         | SR 699 à Indian Rocks Beach                       | I-275 à St. Petersburg                                            | 1945  |                                                                                   |
| SR 693  | 11,63         | 18,72         | SR 699 à St. Pete Beach                           | US 19 à Largo                                                     | 1945  |                                                                                   |
| SR 694  | 6,02          | 9,69          | SR 693 à Pinellas Park                            | US 92 / SR 686 / SR 687 à St. Petersburg                          | 1945  |                                                                                   |
| SR 699  | 14,60         | 23,50         | SR 682 à St. Pete Beach                           | SR 688 à Indian Rocks Beach                                       | 1945  |                                                                                   |
| SR 700  | 224,02        | 360,53        | US 19 / US 98 près de Homosassa Springs           | US 98 / US 441 / SR 80 près de Twenty Mile Bend                   |       | Porte principalement la US 98                                                     |
| SR 704  | 10,20         | 16,41         | SR 7 à Royal Palm Beach                           | SR A1A à Palm Beach                                               | 1945  |                                                                                   |
| SR 706  | 4,78          | 7,69          | Florida's Turnpike à Jupiter                      | US 1 à Jupiter                                                    | 1945  |                                                                                   |
| SR 708  | 3,68          | 5,93          | SR 710 à Riviera Beach                            | US 1 / SR A1A à Riviera Beach                                     | 1945  |                                                                                   |
| SR 710  | 56,87         | 91,53         | SR 70 près d'Okeechobee                           | Old Dixie Highway à Riviera Beach                                 | 1945  |                                                                                   |
| SR 713  | 10,20         | 16,41         | Florida's Turnpike / SR 70 à Fort Pierce          | US 1 près de Lakewood Park                                        |       |                                                                                   |
| SR 714  | 12,38         | 19,93         | I-95 près de Palm City                            | SR A1A à Stuart                                                   | 1945  |                                                                                   |
| SR 715  | 12,07         | 19,43         | SR 80 à Belle Glade                               | US 98 / US 441 à Pahokee                                          | 1945  |                                                                                   |
| SR 716  | 4,36          | 7,01          | Florida's Turnpike à Port Sainte-Lucie            | US 1 à Port Sainte-Lucie                                          | 1945  |                                                                                   |
| SR 717  | 1,71          | 2,76          | SR 880 à Belle Glade                              | SR 715 à Belle Glade                                              | 1945  |                                                                                   |
| SR 727  | 6,76          | 10,87         | SR 292 à Beach Haven                              | SR 295 à West Pensacola                                           |       |                                                                                   |
| SR 729  | 2,29          | 3,69          | US 98 / US 441 à Pahokee                          | US 98 / US 441 à Pahokee                                          | 1973  |                                                                                   |
| SR 732  | 4,11          | 6,62          | US 1 à Jensen Beach                               | SR A1A à Jensen Beach                                             |       |                                                                                   |
| SR 736  | 4,03          | 6,49          | US 441 à Fort Lauderdale                          | US 1 à Fort Lauderdale                                            |       |                                                                                   |
| SR 739  | 16,95         | 27,28         | US 41 près de San Carlos Park                     | US 41 près de Cape Coral                                          |       | Porte partiellement la US 41 Bus.                                                 |
| SR 742  | 6,89          | 11,08         | US 29 à Brent                                     | US 90 à Pensacola                                                 |       |                                                                                   |
| SR 750  | 3,27          | 5,27          | US 29 à Brent                                     | Aéroport international de Pensacola                               |       |                                                                                   |
| SR 752  | 1,18          | 1,90          | SR 295 à Goulding                                 | SR 289 à Pensacola                                                |       |                                                                                   |
| SR 758  | 5,43          | 8,74          | US 41 près de Sarasota                            | I-75 près de Bee Ridge                                            |       |                                                                                   |
| SR 776  | 24,69         | 39,73         | US 41 près de South Venice                        | US 41 à Murdock                                                   | 1945  |                                                                                   |
| SR 777  | 5,82          | 9,37          | I-75 près de North Port                           | US 41 à North Port                                                | 1945  |                                                                                   |
| SR 780  | 5,64          | 9,07          | US 301 à Sarasota                                 | I-75 à Fruitville                                                 | 1945  |                                                                                   |
| SR 786  | 8,65          | 13,92         | SR 710 à Palm Beach Gardens                       | US 1 / SR A1A à Palm Beach Gardens                                |       |                                                                                   |
| SR 789  | 17,62         | 28,35         | US 41 à Sarasota                                  | SR 64 à Holmes Beach                                              | 1945  |                                                                                   |
| SR 794  | 2,78          | 4,47          | SR 809 à Boca Raton                               | US 1 à Boca Raton                                                 |       |                                                                                   |
| SR 800  | 0,57          | 0,92          | US 1 à Boca Raton                                 | SR A1A à Boca Raton                                               |       |                                                                                   |
| SR 802  | 10,31         | 16,60         | US 441 à Wycliffe                                 | SR A1A à Lake Worth                                               | 1945  |                                                                                   |
| SR 804  | 9,87          | 15,88         | US 441 près de Wellington                         | SR A1A à Ocean Ridge                                              | 1945  |                                                                                   |
| SR 805  | 6,84          | 11,01         | US 1 / SR 5 à Lantana                             | US 1 à West Palm Beach                                            | 1945  | Porte la US 1                                                                     |
| SR 806  | 8,87          | 14,27         | US 441 à West Delray Beach                        | SR A1A à Delray Beach                                             | 1945  |                                                                                   |
| SR 807  | 4,81          | 7,74          | SR 802 à Palm Springs                             | US 98 / SR 80 à Glen Ridge                                        |       |                                                                                   |
| SR 808  | 7,62          | 12,26         | US 441 à Mission Bay                              | US 1 à Boca Raton                                                 | 1945  |                                                                                   |
| SR 809  | 15,20         | 24,47         | SR 802 à Greenacres                               | SR 786 à Palm Beach Gardens                                       | 1945  |                                                                                   |
| SR 810  | 7,82          | 12,59         | US 441 à Coconut Creek                            | SR A1A à Deerfield Beach                                          | 1945  |                                                                                   |
| SR 811  | 13,12         | 21,12         | SR 838 à Fort Lauderdale                          | SR 810 à Deerfield Beach                                          | 1945  |                                                                                   |
| SR 811  | 10,46         | 16,83         | SR 850 à North Palm Beach                         | US 1 à Jupiter                                                    | 1945  |                                                                                   |
| SR 812  | 1,05          | 1,70          | SR 715 près de Belle Glade                        | US 98 / US 441 / SR 80 près de Belle Glade                        | 2008  |                                                                                   |
| SR 814  | 7,12          | 11,47         | US 441 à Margate                                  | SR A1A à Pompano Beach                                            | 1945  |                                                                                   |
| SR 816  | 9,72          | 15,64         | SR 817 à Sunrise                                  | SR A1A à Fort Lauderdale                                          | 1945  |                                                                                   |
| SR 817  | 25,87         | 41,63         | SR 9 à Opa-locka                                  | SR 834 à Coral Springs                                            |       |                                                                                   |
| SR 818  | 10,75         | 17,29         | SR 823 à Cooper City                              | US 1 près de Dania Beach                                          | 1945  |                                                                                   |
| SR 820  | 18,70         | 30,09         | US 27 à Pembroke Pines                            | SR A1A à Hollywood                                                | 1945  |                                                                                   |
| SR 821  | 47,86         | 77,02         | US 1 à Florida City                               | Florida's Turnpike à Miramar                                      | 1973  | Porte la Homestead Extension du Florida's Turnpike                                |
| SR 822  | 5,79          | 9,32          | US 441 à Hollywood                                | SR A1A à Hollywood                                                |       |                                                                                   |
| SR 823  | 20,21         | 32,53         | US 27 à Hialeah                                   | I-595 / SR 84 à Davie                                             | 1945  |                                                                                   |
| SR 824  | 6,55          | 10,54         | SR 817 à Miramar / Pembroke Pines                 | US 1 à Hallandale Beach / Hollywood                               | 1945  |                                                                                   |
| SR 825  | 2,54          | 4,09          | Aéroport de Kendall-Tamiami                       | SR 94 près de Kendall                                             | 1980  |                                                                                   |
| SR 825  | 1,47          | 2,37          | US 41 à Tamiami                                   | SR 836 à Tamiami                                                  | 1980  |                                                                                   |
| SR 826  | 29,94         | 48,18         | US 1 à Kendall                                    | SR A1A à Sunny Isles Beach                                        | 1945  |                                                                                   |
| SR 834  | 9,49          | 15,27         | SR 817 à Coral Springs                            | US 1 à Pompano Beach                                              | 1960  |                                                                                   |
| SR 836  | 15,39         | 24,76         | SR 825 à Tamiami                                  | US 1 / SR A1A à Miami                                             | 1969  | Porte partiellement l'I-395                                                       |
| SR 838  | 10,20         | 16,42         | SR 817 à Plantation                               | SR A1A à Fort Lauderdale                                          |       |                                                                                   |
| SR 842  | 7,17          | 11,53         | SR 817 à Plantation                               | US 1 à Fort Lauderdale                                            |       |                                                                                   |
| SR 844  | 0,90          | 1,45          | US 1 à Pompano Beach                              | SR A1A à Pompano Beach                                            |       |                                                                                   |
| SR 845  | 16,31         | 26,26         | SR 838 à Fort Lauderdale                          | SR 802 à Greenacres                                               |       |                                                                                   |
| SR 847  | 2,14          | 3,45          | SR 860 à Miami Gardens                            | Limite du comté de Broward                                        |       |                                                                                   |
| SR 848  | 6,73          | 10,82         | SR 817 à Davie                                    | US 1 à Dania Beach                                                |       |                                                                                   |
| SR 849  | 0,96          | 1,54          | SR 814 à Pompano Beach                            | Florida's Turnpike à Pompano Beach                                |       |                                                                                   |
| SR 852  | 2,53          | 4,08          | SR 817 à Miami Gardens                            | US 441 à Miami Gardens                                            | 1983  |                                                                                   |
| SR 856  | 1,70          | 2,74          | US 1 à Aventura                                   | SR A1A à Sunny Isles Beach                                        | 1993  |                                                                                   |
| SR 858  | 5,43          | 8,74          | US 441 à West Park                                | SR A1A à Hallandale Beach                                         | 1983  |                                                                                   |
| SR 860  | 12,98         | 20,88         | I-75 près de Miami Gardens                        | US 1 à Aventura                                                   | 1979  |                                                                                   |
| SR 862  | 12,86         | 20,70         | I-75 / SR 869 à Sunrise                           | US 1 près de Fort Lauderdale                                      | 1990  | Porte l'I-595                                                                     |
| SR 865  | 4,64          | 7,47          | Fifth Street à Fort Myers Beach                   | SR 867 à Iona                                                     | 1945  |                                                                                   |
| SR 865  | 1,16          | 1,86          | US 41 près de Fort Myers                          | SR 739 près de Fort Myers                                         | 1945  |                                                                                   |
| SR 867  | 6,62          | 10,66         | SR 865 à Iona                                     | Colonial Boulevard à Fort Myers                                   | 1945  |                                                                                   |
| SR 869  | 23,99         | 38,60         | I-75 / I-595 à Sunrise                            | I-95 à Deerfield Beach                                            | 1986  |                                                                                   |
| SR 870  | 12,49         | 20,11         | SR 817 à Lauderhill                               | SR A1A à Lauderdale-by-the-Sea                                    |       |                                                                                   |
| SR 874  | 7,03          | 11,32         | SR 821 à Three Lakes                              | SR 826 à Glenvar Heights                                          | 1973  |                                                                                   |
| SR 876  | 0,51          | 0,83          | I-75 près de Fort Myers                           | Entrée de l'aire de repos                                         |       |                                                                                   |
| SR 878  | 2,66          | 4,28          | SR 874 à Kendall                                  | US 1 près de South Miami                                          | 1980  |                                                                                   |
| SR 880  | 0,48          | 0,76          | SR 15 / SR 80 à Belle Glade                       | SR 717 à Belle Glade                                              |       |                                                                                   |
| SR 882  | 9,23          | 14,86         | US 441 à Wellington                               | US 1 à West Palm Beach                                            |       |                                                                                   |
| SR 884  | 5,29          | 8,51          | US 41 à Fort Myers                                | I-75 à Fort Myers                                                 |       |                                                                                   |
| SR 886  | 0,83          | 1,33          | US 1 à Miami                                      | Port de Miami                                                     | 1980  |                                                                                   |
| SR 907  | 5,66          | 9,11          | SR A1A à Miami Beach                              | SR A1A à Miami Beach                                              | 1983  |                                                                                   |
| SR 907A | 0,41          | 0,66          | SR 907 à Miami Beach                              | SR 907 à Miami Beach                                              | 1983  |                                                                                   |
| SR 909  | 3,69          | 5,93          | SR 924 près de Miami Shores                       | SR 826 à North Miami Beach                                        | 1945  |                                                                                   |
| SR 913  | 0,37          | 0,60          | Rickenbacker Causeway à Miami                     | I-95 à Miami                                                      |       |                                                                                   |
| SR 915  | 5,87          | 9,44          | US 1 à Miami Shores                               | I-95 / SR 860 à North Miami Beach                                 | 1945  |                                                                                   |
| SR 916  | 10,25         | 16,50         | SR 826 à Hialeah                                  | US 1 à North Miami                                                | 1945  |                                                                                   |
| SR 922  | 4,74          | 7,63          | US 441 à North Miami                              | SR A1A à Surfside                                                 | 1983  |                                                                                   |
| SR 924  | 8,49          | 13,66         | I-75 / SR 826 à Miami Lakes                       | SR 909 près de North Miami                                        | 1992  |                                                                                   |
| SR 932  | 9,70          | 15,61         | US 27 à Hialeah Gardens                           | SR 915 à Miami Shores                                             |       |                                                                                   |
| SR 933  | 4,25          | 6,83          | SR 972 à Miami                                    | SR 112 à Miami                                                    | 1983  |                                                                                   |
| SR 934  | 13,11         | 21,10         | SR 826 à Medley                                   | SR A1A à Miami Beach                                              | 1983  |                                                                                   |
| SR 944  | 5,82          | 9,37          | US 27 à Hialeah                                   | US 1 à Miami                                                      | 1983  |                                                                                   |
| SR 948  | 4,00          | 6,43          | SR 826 près de Doral                              | US 27 à Hialeah                                                   | 1983  |                                                                                   |
| SR 951  | 7,07          | 11,38         | Marco Island                                      | US 41 près de Naples Manor                                        | 1945  |                                                                                   |
| SR 951  | 0,64          | 1,03          | SR 84 près de Naples                              | I-75 près de Golden Gate                                          | 1945  |                                                                                   |
| SR 953  | 11,74         | 18,89         | US 1 à Coral Gables                               | SR 916 à Opa-locka                                                | 1983  |                                                                                   |
| SR 959  | 5,38          | 8,66          | US 1 à Coral Gables                               | SR 836 à l'Aéroport international de Miami                        | 1980  |                                                                                   |
| SR 968  | 8,70          | 14,00         | SR 973 à Fontainebleau                            | West 2nd Avenue à Miami                                           | 1983  |                                                                                   |
| SR 969  | 5,23          | 8,41          | SR 968 à Miami                                    | SR 934 près de Medley                                             | 1983  |                                                                                   |
| SR 970  | 0,56          | 0,91          | I-95 à Miami                                      | US 1 à Miami                                                      | 1968  |                                                                                   |
| SR 972  | 4,16          | 6,70          | Douglas Road à Coral Gables                       | US 1 à Miami                                                      | 1983  |                                                                                   |
| SR 973  | 9,51          | 15,30         | US 1 à Kendall                                    | SR 836 near Doral                                                 |       |                                                                                   |
| SR 976  | 8,47          | 13,63         | SR 821 près de Kendall                            | US 1 à Miami                                                      |       |                                                                                   |
| SR 985  | 7,60          | 12,24         | SR 874 / SR 990 à Kendall                         | SR 836 près de Doral                                              |       |                                                                                   |
| SR 986  | 4,90          | 7,88          | Kendale Lakes                                     | Southwest 69th Avenue à South Miami                               |       |                                                                                   |
| SR 989  | 3,03          | 4,88          | SR 821 à Princeton                                | US 1 à Cutler Bay                                                 | 1945  |                                                                                   |
| SR 990  | 2,97          | 4,78          | SR 874 / SR 985 à Kendall                         | US 1 à Pinecrest                                                  | 1982  |                                                                                   |
| SR 992  | 2,64          | 4,25          | SR 821 à Three Lakes                              | US 1 à Palmetto Bay                                               | 1983  |                                                                                   |
| SR 994  | 8,06          | 12,97         | SR 997 à Redland                                  | US 1 à Cutler Bay                                                 | 1983  |                                                                                   |
| SR 997  | 36,71         | 59,07         | US 1 à Florida City                               | US 27 près de Miramar                                             | 1983  |                                                                                   |
| SR 998  | 0,77          | 1,25          | US 1 à Homestead                                  | SR 997 à Homestead                                                | 2019  |                                                                                   |
| SR 5054 | 1,38          | 2,23          | SR 518 à Melbourne                                | Wickham Road à Melbourne                                          | 1980  |                                                                                   |
| SR 9336 | 8,75          | 14,07         | Parc national des Everglades                      | US 1 à Florida City                                               | 1990  |                                                                                   |
|         |               |               |                                                   |                                                                   |       |                                                                                   |